# Seksit Srisai
Seksit Srisai (tiếng Thái: เสกสิทธิ์ ศรีใส; sinh ngày 29 tháng 8 năm 1994), là một cầu thủ bóng đá người Thái Lan thi đấu ở vị trí tiền vệ trung tâm cho câu lạc bộ Giải bóng đá Ngoại hạng Thái Lan BEC Tero Sasana.

## Danh hiệu

### Câu lạc bộ
Muangthong United
- Giải bóng đá Ngoại hạng Thái Lan (1): 2016
- Cúp Liên đoàn Bóng đá Thái Lan (1): 2016